# Nigma puella
Nigma puella là một loài nhện trong họ Dictynidae.
Loài này thuộc chi Nigma. Nigma puella được Eugène Simon miêu tả năm 1870.